# Adolf Birch-Hirschfeld
Adolf Birch-Hirschfeld (Kiel, 1º ottobre 1849 – Gautzsch, 11 gennaio 1917) è stato un filologo tedesco, medievalista e studioso di filologia romanza. Fu fratello del patologo Felix Victor Birch-Hirschfeld.
Studiò filologia all'Università di Lipsia, studente di Adolf Ebert e Friedrich Karl Theodor Zarncke. Fu abilitato nel 1878, e per diversi anni fece ricerca a Parigi. Ne 1884 divenne professore di lingue moderne all'Università di Gießen e nel 1891 tornò a Lipsia  come professore di filologia romanza.